# ピークアウト
『ピークアウト』は、塚脇永久による日本の漫画作品。闘牌監修は渋川難波。『近代麻雀』（竹書房）にて2023年6月号（5月1日発売）より連載中。
作中には、実在の麻雀プロをモデルとしたキャラクターが多数登場する。

## あらすじ
北海道で平凡な日々を送っていた城丸雪兎が、麻雀界で注目を集める最前線「Mピーク」に挑む姿を描く物語。同時に、過酷な戦いの舞台に身を置く“Mピーカー”たちの熱意、葛藤、そしてそれぞれの想いにも迫る。

## 登場人物
城丸雪兎（しろまる ゆきと）
本作の主人公。麻雀界のトッププロたちが凌ぎを削る過酷な世界、「Mピーク」に挑んだ少年。

## 書誌情報
- 塚脇永久（著者）・渋川難波（闘牌監修） 『ピークアウト』 竹書房〈近代麻雀コミックス〉、既刊3巻（2025年5月1日現在）
  1. 2024年3月1日発売[5]、ISBN 978-4-8019-8256-7
  2. 2024年10月1日発売[6]、ISBN 978-4-8019-8459-2
  3. 2025年5月1日発売[7]、ISBN 978-4-8019-8630-5